# Trustix
Trustix Secure Linux – dystrybucja Linuksa przeznaczona do zastosowań w serwerach, której cechami mają być bezpieczeństwo i stabilność. Dystrybucja ta oparta jest na systemie pakietów RPM.
W porównaniu do innych rozwiązań o zwiększonym bezpieczeństwie np. Security-Enhanced Linux, Trustix nie wprowadza zmian w jądrze i w standardowych rozwiązaniach dotyczących bezpieczeństwa Linuksa.

## Historia
Trustix był wydawany przez firmę o tej samej nazwie założonej w roku 1997. Firma Trustix zbankrutowała w 2003 r. Mimo to projekt był dalej rozwijany przez dawny zespół programistów jako Tawie Server Linux. Markę Trustix w listopadzie 2003 r. odkupiła Comodo Group, wznawiając prace nad Trustix. 31 grudnia 2007 r. wsparcie dla tej dystrybucji zostało zakończone.